# Monika Le Fay
Monika Anastázie Le Fay (dříve Vadasová), rodným jménem Monika Elšíková (* 5. listopadu 1968 Gottwaldov), je česká spisovatelka a režisérka dokumentárních i hraných filmů. Absolvovala scenáristiku na FAMU.
Monika Le Fay pochází ze Zlína. Vychovává čtyři děti (dvě z manželství s dokumentaristou Martinem Vadasem) – Vincenta, Sebastiána, Vanessu a Ariannu; jednu z dcer si osvojila za kontroverzních okolností. Na základě zákona 262/2011 Sb., o účastnících odboje a odporu proti komunismu, dostala 22. listopadu 2016 osvědčení, pamětní dekret ministra obrany a odznak za soustavnou a dlouhodobou protikomunistickou činnost spočívající především v podílu na tvorbě, rozmnožování a distribuci tiskovin vyzývajících k obnově svobody a demokracie v tehdejším Československu.
Od roku 1990 psala články a komentáře pro Český deník, Respekt, Lidové noviny, MF Dnes, BBC, Reflex, Střední Evropu, Katolický týdeník, Revue Politika, Pravý břeh, Svobodné fórum, Alarm, Deník Referendum. Od roku 2019 zveřejňuje texty na svých osobních stránkách https://monikalefay.cz. Ve svých textech se věnuje především totalitním ideologiím, rasismu a obhajobě lidských práv.

## Dílo

### Hrané filmy
- Propast (krátký hraný film, 1998); scénář, produkce a režie
- Archa pro Vojtu (Česká televize a Monika Le Fay, 2001); scénář, text ústřední písně, koprodukce a režie
- Vánoční příběh (Česká televize, 2007); knižní předloha, scénář a režie

### Dokumenty
Podílela se na natáčení několika dílů dokumentárního cyklu Třináctá komnata v letech 2007–2015 (s Martinem Bursíkem, Michaelem Kocábem, Ivanem Hlasem, Karlem Schwarzenbergem, Leošem Válkou, Romanem Vaňkem, Jiřinou Prekopovou, Vlastou Horváthem, Dominikem Dukou, Klárou Samkovou, Hanou Andronikovou, Romanem Šebrlem, Oldřichem Navrátilem, Jeronýmem Klimešem, Františkem Líznou, Fedorem Gálem, Svatoplukem Karáskem, Bořkem Šípkem, Pavlem Landovským, Veronikou Žilkovou, Zuzanou Baudyšovou, Martinem Dejdarem, Marií Vodičkovou), kromě toho stála u tvorby následujících pořadů.
- Chůze lesem (2020) – časosběrný dokument o Karlu Schwarzenbergovi
- Nahý Šípek (2016) – časosběrný dokument o světoznámém architektu, designérovi a skláři Bořku Šípkovi
- Poslední odcházení Václava Havla (2012)
- 04826 Jirous (ČT 2012) – dokument o básníku Ivanu Martinu Jirousovi
- Pavel Záleský – portrét Pavla Záleského z cyklu Neznámí hrdinové (ČT 2010)
- Příběh se šťastným koncem (ČT 2010)
- Od drog k buddhismu (ČT 2010)
- Jarmila Bělíková – portrét Jarmily Bělíkové z cyklu Neznámí hrdinové (ČT 2010) – s Václavem Malým, Václavem Havlem, Kamilou Bendovou, Olgou Stankovičovou, Janem Rumlem aj.
- Malí tyrani (ČT 2010) – portrét Jiriny Prekopové
- Fajfku neměl, hůl nenosil, karty nehrál (ČT 2007) – dokument o dědečkovi Moniky Le Fay Janu Elšíkovi, který byl starostou v malé moravské vesnici Zádveřice za druhé světové války a pomohl zachránit několik lidských životů
- Princezny na koni (ČT 2005) – herečka Zuzana Bydžovská, podnikatelka Dana Minaříková a veterinářka Katka Novozámská o rolích dnešních žen
- Muži ve věku Vodnáře (ČT 2005) – astrolog Antonín Baudyš jr., homeopat Alexander Fesik a biolog Jaroslav Šonka o rolích dnešních mužů
- Jak je důležité míti Filípka (ČT 2003) – osudy mentálně a fyzicky postiženého chlapce
- Anna Birjukovová (ČT 1998) – portrét ruské mistryně světa v trojskoku
- Jeden den bratra Gereona (ČT 1994) – film o vzkříšení a rekonstrukci Broumovského kláštera

U všech dokumentů námět, scénář a režie, v jednom případě i zpěv; od roku 2007 u všech filmů také hudební režie. Většina filmů vznikla ve spolupráci s kameramanem Jaromírem Kačerem.
V letech 2010–2015 se podílela na publicistických pořadech Reportérů ČT.

### Knihy
- Jonáš a velryba (1998) s ilustracemi Adolfa Borna, Zlatá stuha, vydání v arabštině – Darelhelal, Káhira, Egypt, 1. vyd. 2005, 2. vyd. 2009
- Bubu (1999)
- Dobré dílo Anastáze Opaska (1999)
- Opat chuligán aneb Dobré dílo Anastáze Opaska (2005, Karmelitánské nakladatelství)
- Bubu: vánoční příběh (2009)
- Vysoká škola pozitivního myšlení (2018, vydala Monika Le Fay)
- Mami, proč vymysleli tmu? (2019)
- O holčičce ze zeleného hrášku / The girl made of green peas (2020)
- Můj táta Romeo, e-kniha

### Povídky
- Nejkrásnější muž světa (Český deník, 1993)
- Pohlednice z Káhiry (Mladá fronta Dnes, 2005)
- kapitola v publikaci Kniha mého srdce na pokračování (Praha: Česká televize, 2009)

### Rozhlas
- „O velrybě pod Karlovým mostem“. Pohádkový seriál. Hajaja. (Český rozhlas Plzeň, 2014)

### Vydavatelství
- Z Bureše Babišem (2020)
- Můj táta Romeo (2020)
- O holčičce ze zeleného hrášku / The girl made of green peas (2020)
- Mami, proč vymysleli tmu? (2019)
- Vysoká škola pozitivního myšlení (2018)
- Tiché lesy, básnická sbírka Jiřího Brůny (2018)
- Naboso, poezie pražské básnířky Niny Karen (2016)
- Cesty kolem kruhu / Les chemins autour du cercle, česko-francouzská sbírka básní Jiřího Brůny (2015)
- Nekončící cesta domů – jemně pozlacená šedesátá léta – básnická sbírka Jiřího Brůny (2013)
- Tramvaj plná andělů / Streetcar Full of Angels – česko-anglická sbírka Jiřího Brůny (2013)
- Milý pane kníže – Karlu Schwarzenbergovi k 75. narozeninám (2012) – příběhy, přání a gratulace
- Aby radost nezmizela – Pocta Magorovi (sborník, 2011) – vzpomínky na Ivana Martina Jirouse
- Aby láska v rodinách proudila (2011)
- Byly jsme tam taky (2003, další vydání 2007, 2010, 2011, 2015, 2018) – vzpomínky Dagmar Šimkové
- Jirka Schelinger a všichni mí krásní kluci s dlouhými vlasy – vzpomínky Jitky Poledňákové Schelingerové, Praha 2008
- Jonáš a velryba, leporelo s obrázky Adolfa Borna, 1998, 2011, 2018
- Bubu, s ilustracemi Markéty Prachatické, Praha 1999
- Dobré dílo Anastáze Opaska, s fotografiemi Jindřicha Štreita, Praha 1999

### Divadlo
- Mathilda (Ungelt, 2004–2008) – režie hry Veronique Olmi, hrají Zuzana Bydžovská a Jiří Bartoška

## Ocenění

### Knihy
- Jonáš a velryba, 1998 – Zlatá stuha
- Bubu, 1999 – Nejkrásnější kniha pro děti a mládež – 1. místo; Cena ministra kultury; Cena učitelů
- Archa pro Vojtu, 2001 – Zlatý dudek – pro mentálně postiženého Vojtu Orla v hlavní roli
- Opat chuligán, 2005 – Nejkrásnější kniha Podzimního veletrhu v Havlíčkově Brodě
- Vánoční příběh, 2007 – Cena Oty Hofmana za nejlepší film pro děti; čestné uznání pro Karla Rodena v hlavní roli; čestné uznání pro kameramana Jaromíra Kačera
- Bubu: vánoční příběh, 2009 – Čestné uznání kolegia ředitele České televize